# Bordères
Bordères – miejscowość i gmina we Francji, w regionie Nowa Akwitania, w departamencie Pireneje Atlantyckie.
Według danych na rok 1990 gminę zamieszkiwało 576 osób, a gęstość zaludnienia wynosiła 126 osób/km² (Akwitanii Bordères plasuje się na 660. miejscu na 2290 gmin pod względem liczby ludności, natomiast pod względem powierzchni – na miejscu 1449.).